# Neruda (hudební skupina)
Neruda je česká rocková hudební skupina.

## Historie
Skupina Neruda byla založena začátkem roku 2010 producentem Romanem Holým a zpěvákem skupiny Monkey Business Matějem Ruppertem. Základní sestavu tvoří autor hudby Roman Holý, zpěvák Matěj Ruppert, kytaristé Lukáš Martinek a Petr Škarohlíd a bubeník Miloš Dvořáček.
Skupina v březnu 2010 vydala první album nazvané rovněž Neruda.
Později skupinu opustil Dvořáček, kterého v roce 2013 nahradil Martin Valihora.

## Diskografie
- 2010 – Neruda (EMI)